# Сейду, Леа
Леа́ Сейду́ (фр. Léa Seydoux, по-французски произносится Леа́ Седу́; род. 1 июля 1985[…], XVI округ Парижа) — французская киноактриса и модель.

## Биография

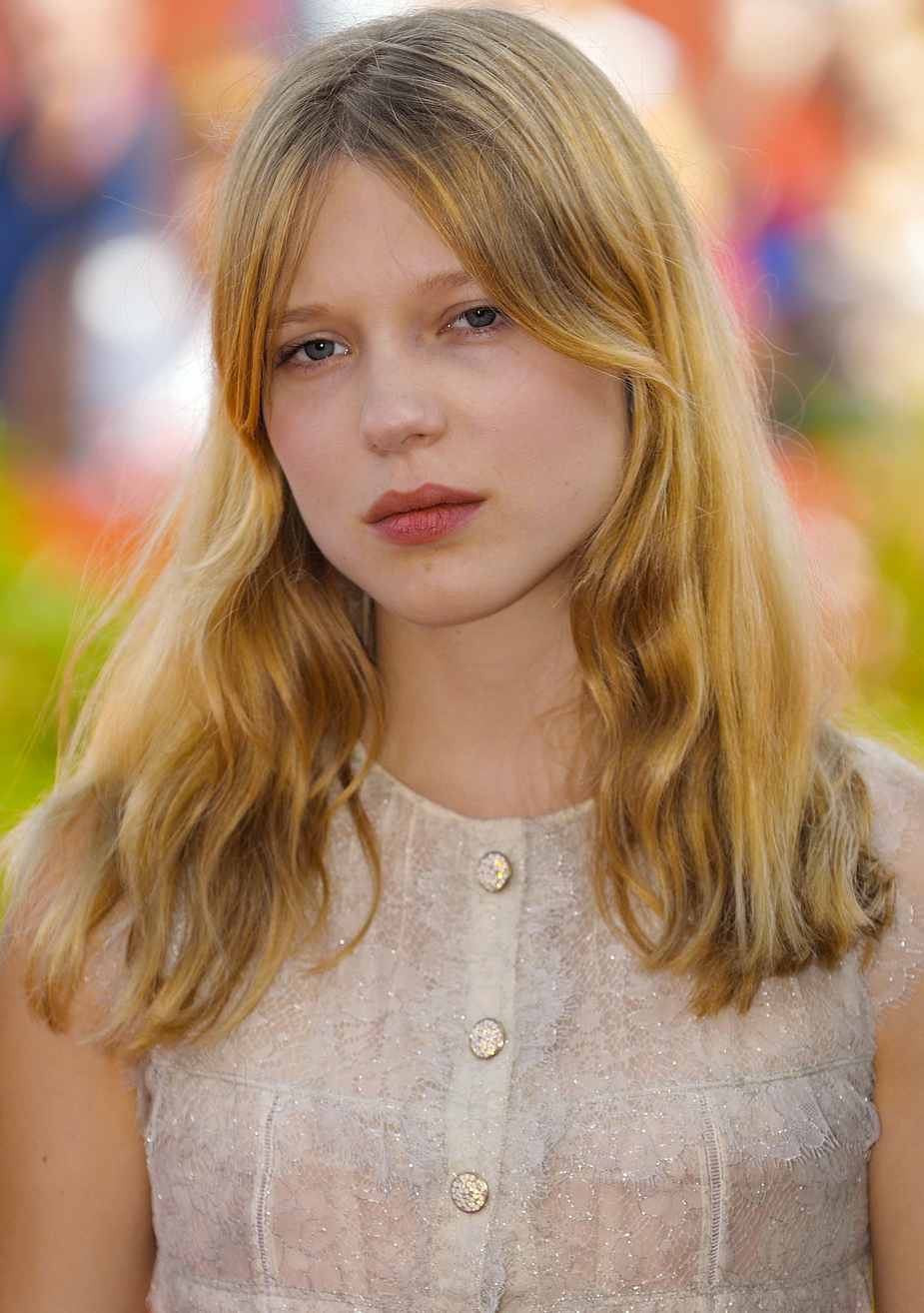
Сейду на Венецианском кинофестивале, 2009 год

Леа Элен Сейду Форнье де Клозон родилась 1 июля 1985 года  в одной из самых влиятельных киносемей Франции — кинобизнесмена Анри Сейду и актрисы Валери Шлюмберже. Её дед Жером Сейду — французский актёр и председатель французской кинокомпании Pathé; а двоюродный дедушка актрисы, Николя Сейду, руководит другой ведущей киностудией — Gaumont. Среди друзей семьи — Мик Джаггер, Кристиан Лубутен, многие политики и бизнесмены. Когда Сейду было три года, её родители развелись. Отец жил в Париже, а мать перебралась в Сенегал и открыла там центр помощи женщинам, ставшим жертвами насилия. У актрисы есть четыре старших сестры, одна родная сестра — Камиль Сейду, которая также работает в кинематографе, но стилистом, и трое сводных сестер, от первого брака матери: Ноэми Сальо, Марина Брамли, Ондин Сальо.
В 7 лет Леа пошла в частную школу в Париже, где брала уроки в театральной студии, занятия давались ей с трудом. С 14 лет актриса страдала приступами паники и клаустрофобии, она боялась большого количества людей, замкнутого пространства. В какой-то момент безумие подступило к ней так близко, что Сейду избегала транспортных средств, метро, самолётов и т. п., с ней работали лучшие психологи Франции. По словам самой актрисы, ей ничего не помогало, пока директор школы, в которой училась Леа, Жан-Бернан Фетусси, которому она благодарна по сей день, не помог ей избавиться от комплексов, страхов благодаря театральным курсам, на которых он преподавал. Леа перестала стесняться своего тела и решила стать актрисой. Вскоре после школы Сейду поступила в театральный институт.
В 2005 году Сейду появилась в клипе французского певца Рафаэля. В 2006 году она снялась в фильме «Девочки сверху: Французский поцелуй», в 2009 получила небольшую роль в фильме Квентина Тарантино «Бесславные ублюдки».
В том же году за роль Джуни в фильме «Прекрасная смоковница» была номинирована на премию «Сезар» как самая многообещающая актриса.
В 2010 году она сыграла Изабеллу Ангулемскую в фильме «Робин Гуд» режиссёра Ридли Скотта. В том же году исполнила также небольшую роль в фильме «Полночь в Париже» режиссёра Вуди Аллена. В 2011 году Леа снимается в фильме «Миссия невыполнима: Протокол Фантом». В 2013 году исполнила главную роль в фильме режиссёра Абделлатифа Кешиша «Жизнь Адель». Жюри Каннского фестиваля приняло беспрецедентное решение наряду с режиссёром наградить главным призом исполнительниц Адель Экзаркопулос и Леа Сейду, ставших третьей и четвёртой женщинами, помимо Бодиль Ипсен и Джейн Кэмпион, обладательницами этой награды. В следующем году Леа сыграла роль главной героини Белль в фильме-сказке «Красавица и чудовище».

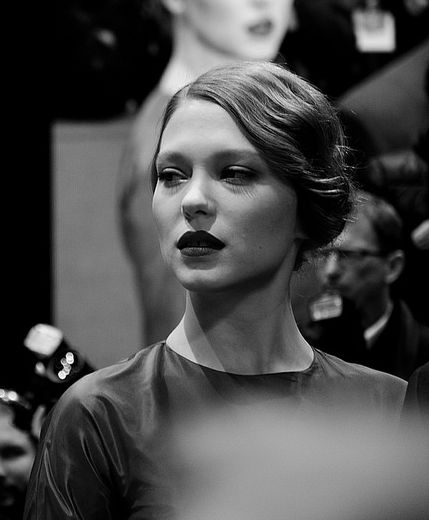
Леа Сейду на Берлинском кинофестивале 2014 года

В 2015 году актриса сыграла сразу в трёх экранизациях: «Лобстер», «Дневник горничной» и в фильме «007: Спектр» где Леа исполнила роль новой девушки Бонда. Последний раз она повторно исполнила роль в фильме 2021 года «Не время умирать».
В 2016 году актриса снялась в роли Сюзанны в канадско-французском фильме режиссёра Ксавье Долана «Это всего лишь конец света».
Сейду фотографировалась в качестве модели у ведущих мировых фотографов, в том числе у таких, как Стивен Мейзел, Марио Сорренти, Эллен фон Унверт и Жан-Батист Мондино для журналов: Vogue, L’Officiel, Another Magazine, Numero. В 2011 году стала лицом духов «Кенди Прада» (англ. Prada Candy) от Prada, а с 2012 года представляет новую линию украшений «Prada Resort 2012».
За всю свою карьеру Леа украшала обложки таких журналов как: Vogue, L’Officiel, Esquire, Another Magazine, Numéro, и других. В 2015 году актриса стала лицом мужского журнала Maxim.
Сыграла одного из персонажей в игре Death Stranding от Kojima Productions.
В 2024 присоединилась к сиквелу «Дюны».

## Личная жизнь
С 2015 года Леа встречается с Андре Мейером. У пары есть сын — Жорж Мейер (род. 18.01.2017).

## Фильмография
| Год  |    | Русское название                    | Оригинальное название                | Роль                           |
| ---- | -- | ----------------------------------- | ------------------------------------ | ------------------------------ |
| 2006 | ф  | Девочки сверху: Французский поцелуй | Mes copines                          | Аврора                         |
| 2007 | ф  | Тайная любовница                    | Une vieille maîtresse                | Оливия                         |
| 2007 | ф  | Французская улица, 13               | 13 French Street                     | Дженни                         |
| 2008 | ф  | На войне                            | De la guerre                         | Мари                           |
| 2008 | тф | Праздники Клеманс                   | Les vacances de Clémence             | Джеки                          |
| 2008 | ф  | Девушки и ангелы                    | Des poupées et des anges             | Жизель                         |
| 2008 | ф  | Прекрасная смоковница               | La Belle Personne                    | Жуни                           |
| 2009 | ф  | Лурд                                | Lourdes                              | Мари                           |
| 2009 | ф  | Бесславные ублюдки                  | Inglourious Basterds                 | Шарлотта Лападит               |
| 2009 | ф  | Строго на юг                        | Plein sud                            | Леа                            |
| 2010 | ф  | Робин Гуд                           | Robin Hood                           | принцесса Изабелла Ангулемская |
| 2010 | ф  | Маленький портной                   | Petit tailleur                       | Мари-Жюли                      |
| 2010 | ф  | Без улик                            | Sans laisser de traces               | Флёр                           |
| 2010 | ф  | Прекрасная заноза                   | Belle Épine                          | Пруденс Фридман                |
| 2010 | тф | Лиссабонские тайны                  | Mistérios de Lisboa                  | Бланш де Монфор                |
| 2011 | ф  | Роман моей жены                     | Le roman de ma femme                 | Ева                            |
| 2011 | ф  | Время не стоит на месте             | Time Doesn't Stand Still             | Эль                            |
| 2011 | ф  | Полночь в Париже                    | Midnight in Paris                    | продавщица Габриэль            |
| 2011 | ф  | Миссия невыполнима: Протокол Фантом | Mission: Impossible — Ghost Protocol | Сабин Моро                     |
| 2012 | ф  | Сестра                              | L'Enfant d'en haut                   | Луиза                          |
| 2012 | ф  | Прощай, моя королева                | Les adieux à la reine                | Сидони                         |
| 2013 | ф  | Жизнь Адель                         | La Vie d'Adèle                       | Эмма                           |
| 2013 | ф  | Гранд Централ. Любовь на атомы      | Grand Central                        | Кароль                         |
| 2014 | ф  | Отель «Гранд Будапешт»              | The Grand Budapest Hotel             | Клотильда                      |
| 2014 | ф  | Сен-Лоран. Стиль — это я            | Saint Laurent                        | Лулу де ла Фалез               |
| 2014 | ф  | Красавица и чудовище                | La belle & la bête                   | Белль                          |
| 2015 | ф  | Лобстер                             | The Lobster                          | предводитель одиночек          |
| 2015 | ф  | 007: Спектр                         | Spectre                              | Мадлен Суонн                   |
| 2015 | ф  | Дневник горничной                   | Journal d'une femme de chambre       | Селестина                      |
| 2016 | ф  | Это всего лишь конец света          | Juste la fin du monde                | Сьюзан                         |
| 2018 | ф  | Зои                                 | Zoe                                  | Зои                            |
| 2018 | ф  | Курск                               | Kursk                                | Таня Аверина                   |
| 2019 | ки | Death Stranding                     | Death Stranding                      | Фрэджайл                       |
| 2021 | ф  | Французский вестник                 | The French Dispatch                  | Симона                         |
| 2021 | ф  | Не время умирать                    | No Time to Die                       | Мадлен Суонн                   |
| 2021 | ф  | Суперзвезда                         | France                               | Франс де Мер                   |
| 2021 | ф  | История моей жены                   | The Story of My Wife                 | Лиззи                          |
| 2022 | ф  | Одним прекрасным утром              | Un beau matin                        | снималась                      |
| 2022 | ф  | Преступления будущего               | Crimes of the Future                 | Каприс                         |
| 2023 | ф  | Предчувствие                        | La Bête                              | Габриэль                       |
| 2024 | ф  | Дюна: Часть вторая                  | Dune: Part Two                       | Марго Фенринг                  |
| 2024 | ф  | Это не я                            | C’est pas moi                        | снималась                      |
| 2024 | ф  | Второй акт                          | Le Deuxième Acte                     | Флоранс                        |
| 2025 | ки | Death Stranding 2: On the Beach     | Death Stranding 2: On The Beach      | Фрэджайл                       |
| 2025 | ф  | Тихий друг                          | Silent Friend                        | Алиса                          |